# Церква Покрови Пресвятої Богородиці (Целіїв)
Церква Покрови Пресвятої Богородиці в Целіїві — парафія і храм греко-католицької громади Копичинецького деканату Бучацької єпархії Української греко-католицької церкви в селі Целіїв Чортківського району Тернопільської области.
Оголошена пам'яткою архітектури місцевого значення (охоронний номер 1864).

## Історія церкви
Перша згадка про парафію, яка вже була греко-католицькою, датується 1720 роком. Тоді дерев'яну церкву освятив львівський єпископ Атанасій Шептицький.
Історія та відновлення
Під час Першої світової війни храм спалили. Будівництво нової мурованої церкви тривало з 1907 по 1909 рік. Згідно з церковним інвентарем, її збудував підприємець Констант Геваніцкий з Теребовлі за 37 000 крон. 17 жовтня 1909 року церкву благословив о. декан Даниїл Бахталовський з Яблунова.
У 1958 році виконано розпис церкви.
У 2006 році розпочато ремонт храму. Наприкінці 2008 року іконостас і два бічні престоли відреставрував Роман Папінко. У 2009 році художник з Тернополя Михайло Николайчук розпочав новий розпис церкви.
Освячення та життя громади
18 жовтня 2009 року, на 100-річчя храму Покрови Пресвятої Богородиці, його освятив Апостольський Адміністратор Бучацької єпархії о. Дмитро Григорак, ЧСВВ. Також були освячені престол, іконостас і два бічні престоли.
З XVIII століття до 1946 року парафія належала УГКЦ. У 1946–1993 роках — до РПЦ.
При парафії діють братство «Апостольство молитви» (засноване у 2002 році) та Вівтарна дружина.
На території парафії встановлено фігури Матері Божої та хрести парафіяльного значення.

## Парохи
- о. Василь Лібачевський (1832),
- о. Іван Савкевич (1834—1839),
- о. Стефан Пелявський (1839—1869),
- о. Карло Перепелинський (1869—1871),
- о. Спиридон Ганкевич (1871—1912),
- о. Євстахій Монастирський (1912),
- о. Олексій Карпінський (1912—1932),
- о. Роман Капустинський (1932—1940),
- о. Ізидор Скорохід (1940—1946),
- о. Олег Маліброда (1993—1996),
- о. Тимофій Буштинський (1996—2002),
- о. Володимир Данилів — адміністратор (з 2002).